# Potencial escalar magnético
El potencial escalar magnético es una herramienta útil para describir el campo magnético. Está definido solamente en regiones del espacio donde no hay corrientes, y cuando eso ocurre es matemáticamente análogo al potencial eléctrico en electrostática, por lo que se emplea para resolver problemas de magnetostática. El potencial escalar magnético se define con la ecuación:

{\displaystyle \mathbf {B} =-\mu _{0}\nabla \psi }

Donde:
{\displaystyle \mathbf {B} }, es el campo magnético.
{\displaystyle \mu _{0}\,}, la permeabilidad magnética del vacío.
{\displaystyle \psi \,}, el potencial escalar magnético.
Aplicando la ley de Ampère a esta definición, se obtiene:

{\displaystyle \mathbf {J} ={\frac {1}{\mu _{0}}}\nabla \times \mathbf {B} =-\nabla \times \nabla \psi =0}

Como el campo magnético es solenoidal, se obtiene la ecuación de Laplace para el potencial:

{\displaystyle \nabla ^{2}\mathbf {\psi } =0.}

- Datos: Q17162107
- Multimedia: Magnetic scalar potential / Q17162107